# بوول أو بوا
بوول أو بوا  هي بلدية فرنسية تقع في إقليم الأردين في منطقة غراند إيست.   